# Idómene (hija de Abante)
En la mitología griega Idómene (en griego Ỉδόμενη) es un personaje que aparece en la Biblioteca mitológica.
Apolodoro nos dice que Idómene es la esposa de Amitaón y la madre de sus hijos, al menos de Biante y Melampo.
En cuanto al nombre del padre, el autor no se decide. Primero dice que Idómene es hija de Feres pero luego alega que de Abante, sin que exista alguna razón para tal cambio. Ningún autor cita a su madre.